# 釋法程
法程師父（1958年—2016年），出生於台灣，19歲於屏東佳冬慈恩寺剃度出家。同年就讀於妙清佛學院，依止顯明法師修學天臺教義。曾先後修學天臺宗、法華玄義、教觀綱宗、唯識、戒律等全面佛學課程。為使準提法門讓有緣眾生正確修習， 2012年起在中國各地包括杭州、寧波、無錫、上海、山東、等地弘揚準提法門，糾正一般修習流弊，同時教授正確七支坐法、六字訣、易筋經等，并講解唯識課程。2016年10月5日於台灣捨報。

## 生平
- 1980年，依止南公懷瑾上師修習佛法。
- 1980至1986年間，在南公上師指導下全面系統地投入修証佛法。
- 1989年在臺北陽明山法美寺閉關。
- 1991年往紐西蘭宏法[1]。
- 1992年出任南非約翰內斯堡慈恩禪寺主持，在此地弘法并專修及教授準提法八年。
- 1995年再往紐西蘭弘傳準提法，并在當地多次演講宏法，包括八大人覺經及唯識。且獲當地電視台邀請錄製「八識規矩頌」特輯。
- 2000年回台灣，出任台北慈恩禪寺主持，於此常住弘法。
- 2008年在南公上師安排下在太湖學堂專修半年。
- 2012年至2015年在世界各地[2]、香港[3]及中國大陸宏揚準提法。

## 軼事
- 指導學生練習南懷瑾老師的養生法「乞丐蹲」。[4]

## 法會
1. 2014年清明準提法會
2. 2014年五一準提法會
3. 2015年清明準提法會
4. 2015年五一準提法會
5. 2015年暑假49天準提法會
6. 2015年九月壽光準提法會
7. 2015年十一無錫準提法會